# بيتر ماير (لاعب كرة قدم)
بيتر ماير (بالألمانية: Peter Meyer)‏ (و. 1940  م) هو لاعب كرة قدم، من ألمانيا، ولد في دوسلدورف، يلعب كمهاجم.

## مسيرته الكروية
لعب بيتر ماير خلال مسيرته الاحترافية مع ناديين في عشرة مواسم وسجل خلالها 57 هدفًا ضمن 80 مباراة. ولم يفز بأي موسم بالكأس وفاز في موسم واحد بالدوري.
خاض بيتر ماير مسيرته مع نادي فورتونا دوسلدورف في موسم 1960–61 ليلعب معه سبعة مواسم، مشاركًا في 61 مباراة سجل خلالها 38 هدفًا. ثم انتقل إلى نادي بوروسيا مونشنغلادباخ في موسم 1967–68 واستمر معه طيلة ثلاثة مواسم، حيث شارك في 19 مباراة سجل خلالها 19 هدفًا.

## روابط خارجية
- بيتر ماير على موقع قاعدة بيانات كرة القدم.إي يو (الإنجليزية)
- بيتر ماير على موقع بيانات كرة القدم. دي إي (الألمانية)
- بيتر ماير على موقع ناشيونال فوتبول تيمز (الإنجليزية)
- بيتر ماير على موقع عالم كرة القدم.نت (الإنجليزية)